# Selzthal
Selzthal là một đô thị thuộc huyện Liezen bang Steiermark, nước Áo. Đô thị Selzthal có diện tích 16,75 km², dân số thời điểm cuối năm 2017 là 1602 người.